# Combretum confusum
Combretum confusum là một loài thực vật có hoa trong họ Trâm bầu. Loài này được Merr. & Rolfe mô tả khoa học đầu tiên năm 1908.